# Interleuchina 35
L'interleuchina 35 (o IL-35) è una citochina appartenente alla famiglia dell'interleuchina 12, secreta principalmente dai linfociti T regolatori e che inibisce la risposta immunitaria. Questa interleuchina è costituita da due subunità: IL-12α e IL-27β, codificate – rispettivamente – dai geni IL12A ed EBI3.
La funzione principale dell'interleuchina 35 è di inibire la risposta immunitaria dipendente dalle linfociti T helper delle linee Th1 e Th17, supportando i linfociti T regolatori. L'effetto dell'IL-35 è particolarmente evidente durante la gravidanza, quando le cellule del trofoblasto secernono quantità significative di questa proteina, rendendo la gestante tollerante, dal punto di vista immunitario, nei confronti degli antigeni paterni dell'embrione in formazione. Grazie a ciò, il trofoblasto induce l'attivazione di linfociti T con funzione regolatrice e, di conseguenza, riduce la reazione autoimmune alle future cellule fetali. In generale, l'interleuchina 35 agisce secondo il principio del feedback negativo: è prodotta dai linfociti attivati, ma il suo aumento della concentrazione porta all'inibizione di quegli stessi linfociti T, il che porta ad una successiva diminuzione della risposta immunitaria.
Questo meccanismo di feedback negativo, di contro, può essere sfruttato da alcuni agenti patogeni: i rinovirus, ad esempio, possono indurre la produzione di IL-35, che in un secondo momento rallenterà la risposta immunitaria contro questi virus. Un fenomeno simile è stato osservato nel caso dell'HBV, ossia il virus che causa l'epatite B. Anche in alcuni tipi di neoplasia è stato riscontrato che la secrezione dell'interleuchina 35 da parte delle cellule tumorali sopprime la risposta immunitaria e porta a una proliferazione tumorale più rapida. L'effetto immunosoppressivo di questa interleuchina può essere potenzialmente utile nel trattamento di pazienti nelle fasi successive ad un trapianto d'organo.
Oltre che dai linfociti T, l'interleuchina 35 è secreta anche dai linfociti B regolatori, dei quali la stessa IL-35 favorisce la produzione e lo sviluppo.
Il recettore per l'interleuchina 35 è un eterodimero costituito dalle proteine gp130 e IL-12Rβ2; il legame tra interleuchina e recettore attiva le vie di trasduzione del segnale dipendenti dalle proteine STAT, in particolare dalle sottofamiglie STAT1 e STAT4.